# Margyricarpus pinnatus
Margyricarpus pinnatus es una planta arbustiva de la familia de las rosáceas. Es un arbusto ramoso con hojas compuestas perennes y con pequeñas flores hermafroditas solitarias. Presenta una drupa comestible, blanca o rosada. Su altura puede alcanzar los treinta centímetros.
 La raíz y las hojas tienen propiedades diuréticas y astrigentes.

## Distribución y hábitat
Se distribuye en América del Sur en Argentina, Bolivia, Brasil, Chile, Perú, Colombia y norte de Ecuador. Habita en estepas sobre suelos pedregosos y arenosos.

## Nombres comunes
En Argentina se la denomina perlilla; en Ecuadorː piquiyuyo, nigua; en Boliviaː canlli, duraznito, pampa duraznillo; otros nombresː sabinilla, hierba o yerba de la perlilla en Chile, yerba de la perla, yerba de la perdiz, fruta perla, baya perla.